# Not a Sinner Nor a Saint
Not a Sinner Nor a Saint è un singolo del gruppo musicale eurodance svedese Alcazar, pubblicato nel marzo 2003 dall'etichetta discografica BMG.
La canzone che ha dato il titolo al singolo, primo estratto dal secondo album del gruppo Alcazarized, è stata scritta da Bobby Ljunggren, Lotta Ahlin e Tommy Lydell ed è stata prodotta da Anders Hansson.
Ha ottenuto un grande successo in Svezia dove ha raggiunto la prima posizione della classifica dei singoli.

## Tracce
1. Not a Sinner Nor a Saint (Radio Edit) - 3:01
2. Not a Sinner Nor a Saint (Disco Club Mix) - 4:45
3. Not a Sinner Nor a Saint (FL's Heaven and Hell Remix) - 4:22
4. Not a Sinner Nor a Saint (Sing-a-Long Version) - 3:00

## Classifiche
| Classifica (2003) | Posizione raggiunta |
| ----------------- | ------------------- |
| Svezia            | 1                   |